# 飯島綾子
飯島 綾子（いいじま あやこ、1907年 - 1954年9月25日）は、日本の舞台女優、日本舞踊家、歌手、声優。主に戦前の昭和初期に活躍した。本名は飯田 日出子（いいだ ひでこ）。舞踊家としては藤間 勘秀（ふじま かんひで）を名乗る。元夫は俳優の三島雅夫。

## 人物
東京府東京市赤坂区（現・東京都港区赤坂）出身。幼少時に父親を亡くし、仕立物で生計を立てる母親のもとで育つ。
1921年(大正10年)に帝国劇場付属技芸学校（旧・帝国女優養成所。女優川上貞奴の創立した養成所）の7期生として入学し、1923年(大正12年)に卒業。同期に女優の河原崎しづ江（山岸静江→山岸しづ江）・舞踊家の吾妻徳穂（藤間春江）らがいる。なおこの養成所は彼女らが卒業した年に関東大震災が発生したためこの期を最後に解散している。
養成所を卒業後は劇団芸術座に入団。大正の末期から舞台に立っており、児童劇を中心に精力的に活動した。俳優・井上正夫の愛弟子でもあり、1926年には井上主演のサイレント映画『狂った一頁』に出演している。
1928年(昭和3年)には築地小劇場に客演。翌年1929年(昭和4年)には築地小劇場演技部の一員として正式に入団し、築地小劇場が独自で発行していた情報冊子『築地小劇場』4月号に劇団員として名前が連ねられるようになる。しかし同誌の7月号では、これまであった劇団員一同の中に彼女の名前が無くなっているのでおそらく同年6〜7月までには退団したようである。
その後再び古巣である帝国劇場に舞い戻り、技芸学校の同期生らとともに舞台を踏むこととなった。

### 「元祖・声優」としての活動
1930年頃からラジオドラマ俳優（現在の声優）としての活動をウェイトにおくようになりラジオドラマに多数出演するようになる。同時期に作曲家・佐々紅華に歌唱力を認められ歌手としても活動し、1930年から1937年にかけてコロムビア・レコードで童謡や歌謡曲を多数吹き込むようになる。いわば現在におけるアイドル声優に近しい活動をしていた。
なお、この期間に当時所属していた松竹興業（現在の松竹の前身の舞台興業会社）を退社しフリーとなっている。さらにその後の1938年(昭和13年)からテイチクレコードで宣伝ナレーションの吹き込みにも挑戦している。

### 舞踊家・藤間勘秀としての活動
舞踊家藤間流5代目藤間勘十郎の門下生でもあった綾子は師範の名を一文字取って「藤間勘秀」と名乗り、彼女もまた藤間流の師範として研究生十数人を赤坂の自宅に招いて指導していた。また、当時の舞踊関係の雑誌によると研究生とともに発表会を行っていたこともある。

### 俳優・三島雅夫との結婚、その後
綾子は築地小劇場（以下：小劇場）で客演していた1928年(昭和3年)、当時共演していた俳優・三島雅夫と出会う。共演を重ねるうちに二人は恋仲になり、結婚に踏み込むのだが、同年12月小劇場の演出家であった小山内薫が急死。指導者が居なくなった小劇場では内紛が起き、二人も例外なく巻き込まれてしまう。
結果綾子は小劇場に留まることになったが、三島は土方与志率いる左翼志向の強い新築地劇団に移っていった。また、綾子は一人娘であり、三島は長男であったため、飯田家や周囲の反対もあり結婚までは困難を極めたという。
約8年の交際を経て、1936年(昭和11年)10月に結婚。同時に舞台女優から日本舞踊家へ活動をシフトするようになる。しかしその生活は長く続かず、当時の政府による思想弾圧が悪化し、新築地劇団の後に新協劇団へ参加して芝居を続けた三島は何度も検挙されていた。そのため飯田家は激怒し、綾子は離婚を余儀なくされる憂き目にあう。
その後の1939年(昭和14年)に綾子は芸能界を引退。1940年(昭和15年)8月には三島の居た新協劇団が弾圧により強制解散され、三島は投獄される。このショックで綾子は心労がたたり健康状態が悪化し、以後長い間病に伏していたという。
戦後は住居を青山に移しており、療養生活の末1954年(昭和29年)9月25日に死去。享年46。墓所は出身地である赤坂の赤坂不動尊威徳寺。

## ディスコグラフィー

### シングルレコード
- 天国の唄（1930年・日本コロムビア）
- 地獄の唄（1930年・日本コロムビア）
- 帝都復興ソング（1930年・ビクター）
- 唐人お吉（1930年・日本コロムビア） - 映画『唐人お吉』主題歌（唄：浅香つる江）のB面収録バージョン。
- 京はよいとこ（1931年・オデオンレコード）
- ニッポン娘さん（唄：バートン・クレーン、1931年・日本コロムビア） - 「大阪の娘」として声の出演。
- 一つとせ（1932年・ヒコーキレコード）
- あんころ和尚（1937年）

### 御伽歌劇（童謡オペレッタ）
現在のドラマCDのはしりともいえる。
- 軽飛軽助(1932年・日本コロムビア) - 二村定一と共演。
- 茶目子の一日(1933年・日本コロムビア)
- 毬ちゃんの絵本(1933年・日本コロムビア)
- 目無し達磨 - 上下巻二部構成。(日本コロムビア) - 二村定一と共演。
- 蟲の音楽會(上・下)(日本コロムビア) - 岩野好秀・三好久子と共演。
- 軍事物語 陸軍大臣と少女 - 上下巻二部構成。(日本コロムビア) - 谷天郎と共演。
- 史劇 大楠公(ヒコーキレコード) - 谷天郎・山田無声・林天南と共演。

※以下はすべて島廼家勝丸と共演。
- 岩見重太郎・生立の卷 - 上下巻二部構成。
- 大デブ小チビ目茶修業 - 上下巻二部構成。
- 漫画劇場 - 上下巻二部構成。
- ミツキーのお年始
- ワンワン聯隊・ワン黑失敗の卷 - 上下巻二部構成。
- 楽しいお正月

### ナレーション
- 大豪華盤に就て（テイチク）
- 母の愛（上・下）（テイチク） - 活弁士・静田錦波と共に映画解説。
- 嬉しい頃（上・下）（テイチク） - 落語家・柳家金語楼と共に映画解説。
- 器械説明レコード （テイチク）- 新型蓄音機の性能を楽器・楽曲を用いて説明。

## 映画
- 狂った一頁(1926年)　-　娘

## ラジオドラマ
- ラヂオコメディー　勝ちか負けか(1929年)　-　吉井勝子
- 金貨の旅(1930年)
- 悲しき遍路
- 旅がらすの三人(1932年)
- そら豆の煮えるまで(1932年)　-　少年
- あわてものの熊さん(1932年)
- 少女と写真(1934年）
- 漫談博覧会「サーヴィス」(1935年)　-　妻
- かなりや軒(1936年)　-　娘

## 舞台

### 築地小劇場公演
- 大寺学校(1928年11月・第80回公演)　-　生徒おてる
- 当世立志伝(1928年12月・第81回公演)　-　伯爵令嬢
- 櫻の園(1929年2月・第83回公演)　-　来客
- 夜の宿(1929年3月・第84回公演)　-　同宿人

### 帝国劇場公演
- 東京行進曲(1929年12月)　-　ダンサー

### その他
- 珍説忠臣蔵(1933年)